# Velike Vrhe
Velike Vrhe este o localitate din comuna Ivančna Gorica, Slovenia, cu o populație de 44 de locuitori.